# Paul Wegener
Paul Wegener (Arnoldsdorf, Prusia Oriental; actualmente Jarantowice, Polonia, 11 de diciembre de 1874 - Berlín, 13 de septiembre de 1948) fue un actor y director alemán de cine. 
Era hijo de Anna Wolff y Otto Wegener. A los veinte años, ya interesado por la poesía y el teatro, ingresó en la Universidad de Leipzig para seguir la carrera de Derecho. En 1905 abandonó la carrera para unirse a la compañía teatral de  Max Reinhardt. Debutó en la gran pantalla en 1913, en la película El estudiante de Praga (Der Student von Prag). 

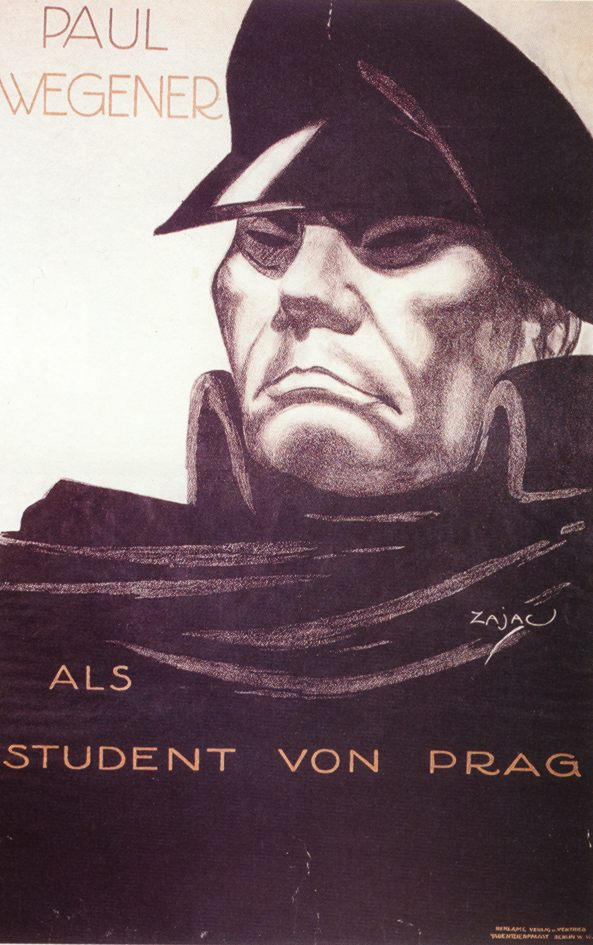
Imagen del actor en un cartel de la película El estudiante de Praga.

Es uno de los realizadores más destacados del expresionismo alemán, recordado especialmente por sus películas sobre el Golem, basadas en la novela de Gustav Meyrink. Fue considerada como la versión definitiva Der Golem, wie er in die Welt kam (1920), que dirigió, y en la que actuó junto a Carl Boese. 
Se casó siete veces. 
Dirigió 19 películas, y actuó en 70.

## Filmografía selecta
- 1913 El estudiante de Praga, de Stellan Rye.
- 1914 El Golem, de Henrik Galeen y Paul Wegener.
- 1916 Der Yoghi, de Rochus Gliese y Paul Wegener.
- 1916 Rübezahls Hochzeit, de Paul Wegener y Rochus Gliese.
- 1917 Der Golem und die Tänzerin, de Rochus Gliese y Paul Wegener.
- 1917 Hans Trutz im Schlaraffenland, de Paul Wegener.
- 1918 Der Rattenfänger von Hameln, de Paul Wegener.
- 1920 Sumurun, de Ernst Lubitsch.
- 1920 Der Golem, wie er in die Welt kam (versión definitiva) de Carl Boese y Paul Wegener.
- 1921 Das Weib des Pharao, de Ernst Lubitsch.
- 1922 Vanina, de Arthur von Gerlach.
- 1922 Lucrezia Borgia, de Richard Oswald.
- 1924 Lebende Buddhas, de Paul Wegener.
- 1926 The Magician (USA), de Rex Ingram.
- 1927 Die Weber, de Friedrich Zelnik.
- 1928 Alraune, de Henrik Galeen.
- 1933 Hans Westmar, de Franz Wenzler.
- 1934 Ein Mann will nach Deutschland, de Paul Wegener.
- 1935 ...nur ein Komödiant.
- 1939 Das unsterbliche Herz.
- 1942 Der große König, de Veit Harlan.
- 1945 Der Fall Molander, de Georg Wilhelm Pabst.
- 1945 Kolberg, de Veit Harlan.
- 1948 Der große Mandarin, de Karl-Heinz Stroux.